# Зорники
Зорники (бел. Зорнікі) — деревня в Бешенковичском районе Витебской области Беларуси. Входит в состав Улльского сельсовета.

## География
Деревня находится в центральной части Витебской области, на правом берегу реки Уллы, при автодороге Р-113, на расстоянии приблизительно 16 километров (по прямой) к северо-западу от городского посёлка Бешенковичи, административного центра района. Абсолютная высота — 127 метров над уровнем моря. Площадь населённого пункта — 0,2548 км².

## История
По состоянию на 1906 год, в деревне насчитывалось 15 дворов и проживало 134 человека (72 мужчины и 62 женщины). В административном отношении входила в состав Августбергского сельского общества Улльской волости Лепельского уезда Витебской губернии.
До 17 июля 1964 года Зорники входили в состав Сокоровского сельсовета.

## Население
По данным переписи 2019 года, в деревне проживало 7 человек.
| Год  | Население, человек |
| ---- | ------------------ |
| 1906 | 134                |
| 2009 | ↘ 27               |
| 2019 | ↘ 7                |